# Idioma o'du
Oʼdu (Ơ Đu), o Iduh, es una lengua austroasiática de Vietnam y Laos. Fue hablada por unas 300 personas en el distrito de Tương Dương, en la provincia de Nghệ An, en Vietnam. 
El idioma O Du pertenece al grupo lingüístico mon-jemer tradicional, sin embargo la mayoría de integrantes de la etnia O'du ya no usan su lengua materna, salvo un pequeño grupo de ancianos, que recuerdan muy pocos vocablos, muchos de ellos mezclados con las lenguas Thai y Khmu, por tanto se le considerada actualmente casi extinta. 